# 三浦大輔 (プロ雀士)
三浦 大輔（みうら だいすけ）は、競技麻雀のプロ雀士。日本プロ麻雀連盟所属23期生（現在、同団体内での段位は五段）。

## 獲得タイトル
- チャンピオンズリーグ　第14期 2008年前期　優勝[2]
- チャンピオンズリーグ　第17期 2009年後期　準優勝[2]

## 外部サイト
- インタビュー(日本プロ麻雀連盟オフィシャルサイト内)
- 三浦大輔 - 龍龍 (ron2.jp)
- 三浦大輔 (@e095UJE0UzWgr2e) - X（旧Twitter）